# Plesk
Parallels Plesk Panel, più noto semplicemente come Plesk, è un software commerciale proprietario per la gestione di spazi di web hosting.

## Storia
Pubblicato inizialmente dall'azienda statunitense Plesk Inc., e programmato a Novosibirsk, in Russia, Plesk è stato acquistato da SWSoft nel luglio 2003. SWSoft ha rinominato sé stessa Parallels nel 2008 (un marchio che era stato precedentemente acquistato dall'azienda stessa).
Si tratta di uno dei pannelli di gestione hosting più utilizzati insieme a cPanel.